# شريان طحالي
شريان طحالي وهو فرع من شريان بطني.تمشي إلى اليسار بالقرب من الجهة العلوية للبنكرياس، خلفي من جراب ثربي ومن المعدة وأمامي من الكلية اليسرى ومن غدة كظرية اليسرى ويدخل في رباط طحالي كبدي.وعندما يقترب من الطحال يتفرع لعدة فروع لكي يدخل في نقير الطحال.

## الفروع
| فرع              | وصف                                                                           |
| فرع نحو المعثكلة | فروع متعددة تخدم المعثكلة. الأكبر هو شريان بنكرياسي كبير                      |
| معدية قصيرة      | الجزء العلوي من انحناء كبير للمعدة                                            |
| معدي أيسر        | وسط انحناء كبير للمعدة من المعدة                                              |
| معدي خلفي        | خلفي من المعدة, gastric region superior (الاسم العربي ؟؟؟)إلى الشريان الطحالي |

## صور

3D-rendered تصوير مقطعي محوسب, showing splennic artery at upper right.
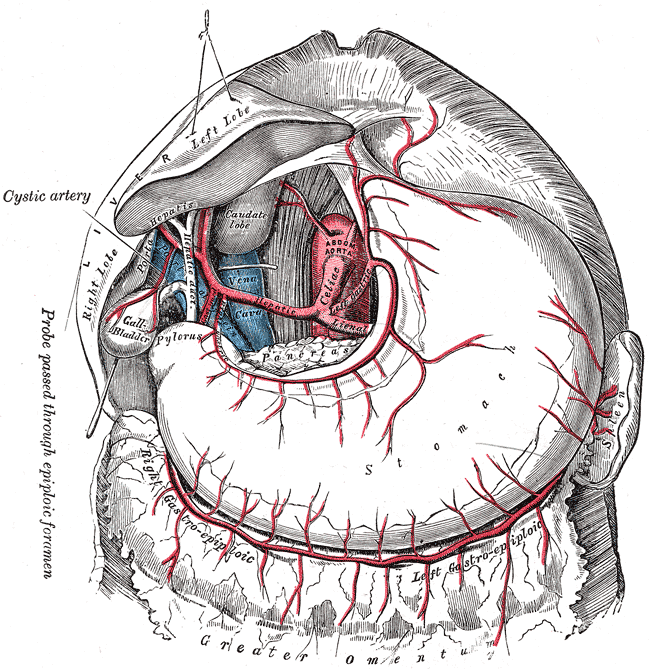
The celiac artery and its branches.
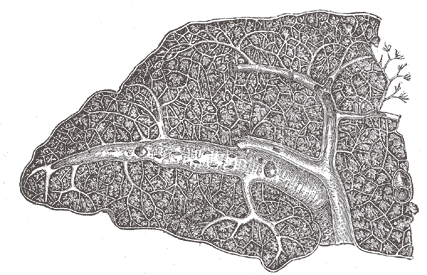
Transverse section of the human طحال, showing the distribution of the splenic artery and its branches.
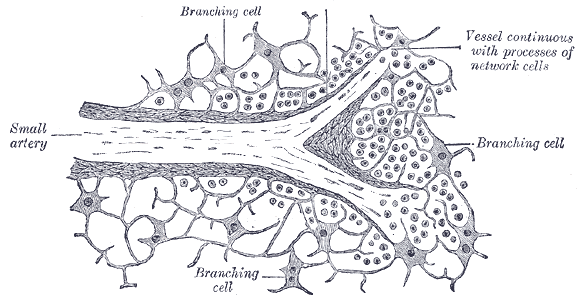
Section of the spleen, showing the termination of the small bloodvessels.
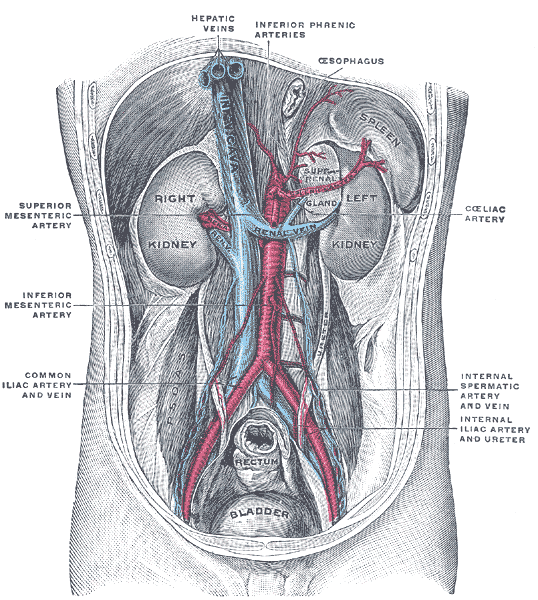
Posterior abdominal wall, after removal of the peritoneum, showing kidneys, suprarenal capsules, and great vessels.

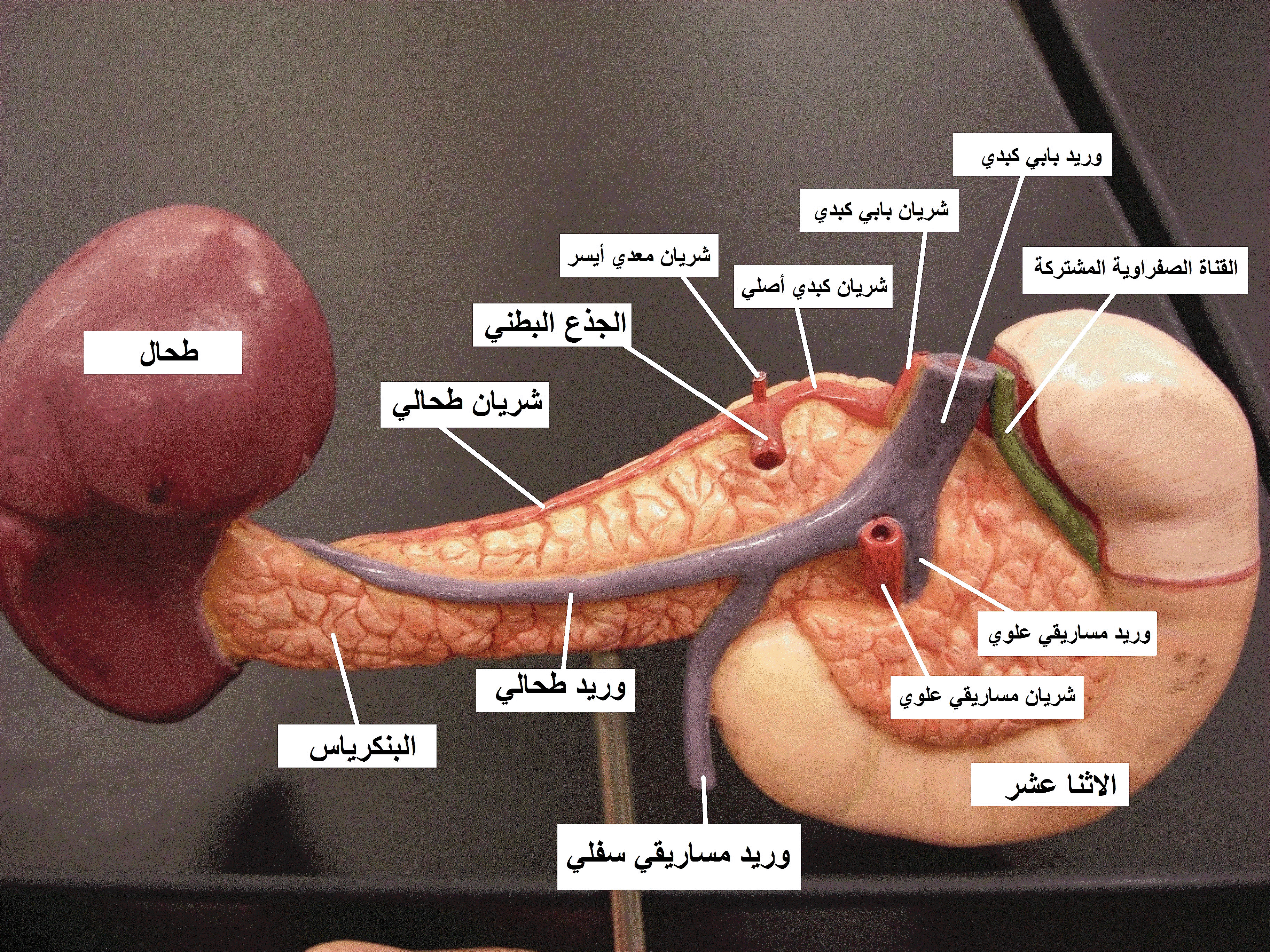
Arteries and veins around the pancreas and spleen.